# فیلم در ۲۰۰۶
فیلم در ۲۰۰۶ فیلم‌های پخش شده و اتفاقات سینمایی در ۲۰۰۶ را شامل می‌شود.

## پرفروش‌ترین فیلم‌ها
ده فیلم پرفروش جهانی در ۲۰۰۶:
| رتبه | عنوان                                  | پخش‌کننده                | فروش جهانی     |
| ---- | -------------------------------------- | ----------------------- | -------------- |
| ۱    | دزدان دریایی کارائیب: صندوقچه مرد مرده | دیزنی                   | $1,066,179,725 |
| ۲    | رمز داوینچی                            | سونی                    | $760,006,945   |
| ۳    | عصر یخبندان: ذوب                       | فاکس قرن بیستم          | $660,998,756   |
| ۴    | کازینو رویال                           | سونی / مترو گلدوین مایر | $606,099,584   |
| ۵    | شب در موزه                             | فاکس قرن بیستم          | $574,480,841   |
| ۶    | ماشین‌ها                                | دیزنی                   | $461,983,149   |
| ۷    | مردان ایکس: آخرین ایستادگی             | فاکس قرن بیستم          | $460,435,291   |
| ۸    | مأموریت: غیرممکن ۳                     | پارامونت                | $398,479,497   |
| ۹    | بازگشت سوپرمن                          | برادران وارنر           | $391,081,192   |
| ۱۰   | خوش‌قدم                                 | برادران وارنر           | $384,335,608   |